# 4. Infanterie-Division
4. Infanterie-Division var ett tyskt infanteriförband under andra världskriget. Förbandet omorganiserades 15 augusti 1940 till 14. Panzer-Division.

## Befälhavare
- Oberst Erich Raschick, 1 april 1934 – 10 november 1938[1]
- Generalleutnant Erik Hansen, 10 november 1938 – 15 aug 1940[2]

## Organisation
Divisionen var indelad enligt följande:
- 10:e infanteriregementet
- 52:a infanteriregementet
- 103:e infanteriregementet
- 4:e pansarvärnsbataljonen (mot)
- 4:e spaningsbataljonen
- 4:e artilleriregementet
- 4:e fältreservbataljonen
- 4:e signalbataljonen
- 4:e pionjärbataljonen
- träng- och tygförband